# 中国人工智能学会
中国人工智能学会是中华人民共和国人工智能科技工作者组成的全国性、学术性、非营利性社会团体，由中国科学技术协会主管，1981年成立，总部位于北京市海淀区西土城路10号北京邮电大学校内。